# Liste von englischen Märchenfilmen
Diese Liste von englischen Märchenfilmen listet englische, nicht jedoch amerikanische(!) Märchenfilme nach Jahr. Ausgangspunkt für die Angabe von Filmtitel, Originaltitel, Premierenjahr und Regisseur der einzelnen Märchenfilme sind die Internet Movie Database und das Lexikon des internationalen Films. Da sich auch bei diesen Filmdatenbanken sowie Filmlexika die Angaben beispielsweise über das Entstehungsjahr um ein bis zwei Jahre widersprechen können, ist es sinnvoll, jeden Film in der Listung eindeutig zu charakterisieren durch Titel, Jahr und Regisseur. Bei widersprüchlichen Angaben sollten – soweit zugänglich – die Angaben des Filmabspanns in Originalsprache herangezogen werden.

## George Albert Smith als Märchenfilmpionier (Stummfilme in s/w)
- 1898: Cinderella – Regie: George Albert Smith, Vorlage: Charles Perrault
- 1899: Dick Wittington und seine Katze (Dick Whittington) – Regie: George Albert Smith, Vorlage: Joseph Jacobs
- 1899: Aladdin und die Wunderlampe (Aladdin and the Wonderful Lamp) – Regie: George Albert Smith, Vorlage: Tausendundeine Nacht
- 1903: Alice in Wonderland – Regie: Cecil M. Hepworth, Percy Stow, Vorlage: Lewis Carroll

## Verschiedene englische Märchenverfilmungen
- 1958: Der kleine Däumling (Tom Thumb) – Regie: George Pal, Vorlage: Charles Perrault
- 1966: Alice in Wonderland – Regie: Jonathan Miller, Vorlage: Lewis Carroll[1]
- 1968: Die drei Prinzen (The Three Princes) – Regie: Mark Cullingham[2]
- 1971: Trixis Wunderland (The Tales of Beatrix Potter) – Regie: Reginald Mills, Vorlage:Beatrix Potter[3]
- 1972: Alice im Wunderland (Alice’s Adventures in Wonderland) – Regie: William Sterling, Vorlage: Lewis Carroll
- 1972: Der Rattenfänger von Hameln (The Pied Piper) – Regie: Jacques Demy[4]
- 1974: Das Mädchen mit den Wunderhölzern (The Little Match Girl) – Regie: Richard Bramall und Tom G. Robertson, Vorlage: Hans Christian Andersen
- 1974: Der kleine Prinz (The Little Prince) – Regie: Stanley Donen
- 1976: Peter Pan – Regie: Dwight Hemion, Vorlage: J.M. Barrie[5]
- 1976: Beauty and the Beast – Regie: Fielder Cook, Vorlage: Jeanne-Marie Leprince de Beaumont[6]
- 1976: Gullivers Reisen, Eine Reise nach Liliput (Gulliver's Travels) – Regie: Peter R. Hunt[7]
- 1977: Cinderellas silberner Schuh (The Slipper and the Rose) – Regie: Bryan Forbes, Vorlage: Brüder Grimm und Charles Perrault
- 1978: Wasserkinder (DDR) / Der kleine Schornsteinfeger auf dem Meeresgrund (BRD) (The Water Babies) – Regie: Lionel Jeffries, Miroslaw Kijowicz[8][9]
- 1978: Rapunzel Let Down Your Hair – Regie: Esther Ronay, Susan Shapiro, Francine Winham, Vorlage: Brüder Grimm[10]
- 1979: Geschichten aus einem fliegenden Koffer (Stories from a Flying Trunk) – Regie: Christine Edzard, Vorlage: Hans Christian Andersen[11]
- 1984: Die Zeit der Wölfe auch Die Nacht der Wölfe (The Company of Wolves) – Regie: Neil Jordan, Vorlage: Horrorfilm nach einem Buch von Angela Carter, Adaption von Rotkäppchen von den Brüdern Grimm
- 1986: Die Reise ins Labyrinth (Labyrinth) – Regie: Jim Henson[12]
- 1988: Alice – Regie: Jan Svankmajer
- 1994: Drachenwelt / Dragonworld – Der letzte Drache (Dragonworld) – Regie: Ted Nicolaou[13]
- 1995: Das Märchen von drei Diamanten (Tale of the Three Jewels) – Regie: Michel Khleifi[14]
- 1995: Der Prinz und der Prügelknabe (The Whipping Boy) – Regie: Syd Macartney
- 1996: Gullivers Reisen (Gulliver’s Travels) – Regie: Charles Sturridge
- 1996: Die Legende von Pinocchio (The Adventures of Pinocchio) – Regie: Steve Barron, Vorlage: Pinocchio von Carlo Collodi
- 1997: Fremde Wesen (FairyTale: A True Story) – Regie: Charles Sturridge[15]
- 1997: Der Elfengarten (Photographing Fairies) – Regie: Nick Willing[16][17]
- 1998: Alice im Spiegelland (Alice Through the Looking Glass) – Regie: John Henderson[18]
- 1999: Alice im Wunderland (Alice in Wonderland) – Regie: Nick Willing
- 1999: Die neuen Abenteuer des Pinocchio (The New Adventures of Pinocchio) – Regie: Michael Anderson, Vorlage: Pinocchio von Carlo Collodi
- 1999: Kampf der Kobolde (The Magical Legend of the Leprechauns) – Regie: John Henderson[19]
- 2000: Cinderella – Regie: Beeban Kidron[20]
- 2000: Der Prinz und der Bettelknabe (The Prince and the Pauper) – Regie: Giles Foster, Vorlage: Mark Twain[21]
- 2003: Peter Pan – Regie: P.J. Hogan, Vorlage: J.M. Barrie
- 2004: Ella – Verflixt & zauberhaft (Ella Enchanted) – Regie: Tommy O’Haver
- 2005: Die Schneekönigin (Snow Queen) – Regie: Julian Gibbs, Vorlage: Hans Christian Andersen
- 2005: Brothers Grimm (The Brothers Grimm) – Regie: Terry Gilliam
- 2006: Penelope – Regie: Mark Palansky
- 2007: Der Sternwanderer (Stardust) – Regie: Matthew Vaughn[22]
- 2008: Das Geheimnis der Mondprinzessin (The Secret of Moonacre) – Regie: Gabor Csupo[23]
- 2008: Pinocchio – Regie: Alberto Sironi[24]
- 2009: Das Kabinett des Doktor Parnassus (The Imaginarium of Doctor Parnassus) – Regie: Terry Gilliam[25]
- 2009: Alice im Wunderland (Alice) – Regie: Nick Willing, Vorlage: Lewis Carroll
- 2010: Der Nussknacker (The Nutcracker in 3D) – Regie: Andrei Konchalovsky
- 2011: Neverland – Reise in das Land der Abenteuer (Neverland) – Regie: Nick Willing, Vorlage: J. M. Barrie
- 2015: Das Märchen der Märchen (Tale of Tales) – Regie: Matteo Garrone
- 2015: Pan – Regie: Joe Wright, Vorlage: J.M. Barrie[26]
- 2015: Peter & Wendy (Peter and Wendy) – Regie: Diarmuid Lawrence, Vorlage: J.M. Barrie[27]
- 2016: Peter Pan Goes Wrong – Regie: Dewi Humphreys, Vorlage: J.M. Barrie[28]
- 2017: National Theatre London: Peter Pan – Regie: Sally Cookson, Vorlage: J.M. Barrie
- 2020: Die Magie der Träume – Regie: Brenda Chapman, Vorlage: Vorgeschichte zu den Geschichten von Peter Pan und Alice im Wunderland[29]